# Mykonos (singolo)
Mykonos è un singolo del gruppo musicale statunitense Fleet Foxes, pubblicato nel 2009 ed estratto dal loro secondo EP Sun Giant.

## Video musicale
Il video musicale è stato diretto da Sean Pecknold, fratello del cantante della band Robin Pecknold.

## Tracce
Versione UK
1. Mykonos – 4:35
2. Tiger Mountain Peasant Song (live) – 3:55

Versione USA
1. Mykonos – 4:35
2. False Knight on the Road – 3:46